# Agrotis pierreti
Agrotis pierreti is een vlinder uit de familie uilen (Noctuidae). De wetenschappelijke naam is voor het eerst geldig gepubliceerd in 1838 door Bugnion.
De soort komt voor in Europa.